# Evocatio
Una evocatio (del latín evoco, evocare, "convocar o invocar") en la religión de la Antigua Roma es un ritual mediante el cual durante un conflicto militar se invitaba a las deidades tutelares del enemigo a abandonarlo para establecerse en Roma donde se les construiría un templo y se les ofrecería culto.

## Procedimiento
El ejército romano recurrió a la evocatio por varias razones. Por un lado, para desacralizar el espacio que se iba a atacar, evitando cometer sacrilegio, y por otro, para privar a la ciudad enemiga de la protección de su divinidad tutelar y que esta brindara protección a Roma.
El responsable del ejército romano era el encargado de pronunciar la plegaria y hacer los sacrificios necesarios para comprobar mediante la observación de las entrañas del animal que la divinidad aceptaba el pacto

## Casos conocidos

### Veyes
La referencia más antigua que encontramos sobre un caso de evocatio la encontramos en el año 396 a. C. sobre la diosa Uni de Veyes. Fue realizada por el dictador Camilo. La diosa tras aceptar la evocatio, se traslada a Roma y se identifica con la diosa Juno Regina ("Juno la Reina", originalmente la etrusca Uni).

Una enorme multitud se puso en marcha y llenó el campamento. Entonces el dictador, volviendo de consultar los auspicios, dio orden de que los soldados tomasen las armas y dijo:
«...También a ti, Juno Regina, que ahora moras en Veyes, te pido que nos sigas, victoriosos a nuestra ciudad, que pronto será la tuya, donde te acogerá un templo digno de tu majestad».
Después de esta plegaria, como contaba con efectivos sobrados, ataca la ciudad desde todos los puntos para que fuese menos perceptible el peligro... (Livio, V, 21, 1-4)

### Cartago
El ritual realizado por Publio Cornelio Escipión Emiliano en el 146 a. C. con la derrota de Cartago, incluyó una evocatio a una divinidad que algunos investigadores identifican con Tanit (Juno Caelestis). Sin embargo, esta identificación podría no ser la correcta porque las fuentes solo mencionan la expresión sive deus sive dea (seas un dios o una diosa) y por lo tanto, se referiría de manera genérica a la divinidad tutelar. La fórmula de la evocatio, según Macrobio, fue la siguiente:

«Si hay un dios o una diosa, bajo cuya protección se encuentre el pueblo y el estado cartaginés, y a ti, sobre todo, tú que aceptaste la protección de esta ciudad y de este pueblo, os ruego y venero, y pido esta gracia: abandonad al pueblo y estado cartaginés, dejad sus lugares, templos, ritos y ciudad, alejaos de los cartagineses e infundid a este pueblo y a este estado miedo, temor y olvido, y daos a conocer y venid a Roma, junto a mí y junto a los míos, y sean para vosotros más de vuestro agrado y estima nuestros lugares, templos, ritos y ciudad, y sed propicios a mí, al pueblo romano y a mis soldados. Si hacéis esto de tal modo que lo sepamos y lo percibamos, formulo el voto de que, en vuestro honor, construiré templos y celebraré juegos» Macrob., Sat. Ill,9, 2 ss

### Otros casos
Una inscripción localizada en Isauria Vetus (Asia Minor) datada en el 75 a. C. donde se celebra la victoria de Servilio Vatia contra piratas y la ciudad menciona también la fórmula sive deo sive dea  por lo que se ha interpretado que también podría estar haciendo alusión a esta práctica.
Algunos estudiosos piensan que Vertumno (el etrusco Voltumna) fue traído a Roma por evocatio en el año 264 a. C., como consecuencia de la derrota de los Volsinii por Marco Fulvio Flacco. En la mitología romana, un concepto similar motivó el traslado del Paladio de Troya a Roma, donde sirvió como uno de los pignora imperii, símbolos sagrados de la soberanía romana.

## Desarrollo histórico
Solo son conocidas evocationes formales durante la República. En época imperial la fórmula evoluciona y cambia, utilizándose en contextos desacralizadores ajenos al asedio y en invocaciones a conceptos abstractos como el numen y el genius.

## Derecho romano
Evocatio, "citación", fue también un término legal en el Derecho romano sin referencia evidente con el otro sentido mágico-religioso.